# Ryōta Kitamura
Ryōta Kitamura (japanisch 北村 椋太 Kitamura Ryōta; * 30. Juni 1998 in der Präfektur Kanagawa) ist ein japanischer Fußballspieler.

## Karriere
Ryōta Kitamura erlernte das Fußballspielen in den Jugendmannschaften des SCH.FC und Shonan Bellmare sowie in der Universitätsmannschaft der Kanto-Gakuin-Universität. Seinen ersten Vertrag unterschrieb er am 17. März 2021 beim Fukushima United FC. Der Verein aus Fukushima, einer Großstadt in der gleichnamigen Präfektur Fukushima im Nordosten der Hauptinsel Honshū, spielt in der dritten japanischen Liga, der J3 League. Sein Drittligadebüt gab Ryōta Kitamura am 28. März 2021 (3. Spieltag) im Auswärtsspiel gegen den Kagoshima United FC. Hier wurde er in der 60. Minute für Hiroto Yukie eingewechselt. Kagoshima gewann das Spiel 2:0. Nach zwei Spielzeiten wechselte er im Januar 2023 zum ebenfalls in der dritten Liga spielenden Tegevajaro Miyazaki.